# Gebsattel
Gebsattel è un comune tedesco di 1 812 abitanti, situato nel land della Baviera.